# Cocconato
Cocconato ist eine italienische Gemeinde in der Provinz Asti (AT) in der Region Piemont. und ist Träger der Bandiera Arancione des TCI.

## Lage und Einwohner
Cocconato liegt 30 km nordwestlich von der Provinzhauptstadt Asti entfernt. Das Gemeindegebiet umfasst eine Fläche von 16,77 km² und hat 1436 Einwohner (Stand 31. Dezember 2023). 
Die Nachbargemeinden sind Aramengo, Brozolo, Montiglio Monferrato, Moransengo, Passerano Marmorito, Piovà Massaia, Robella und Tonengo.

## Geschichte

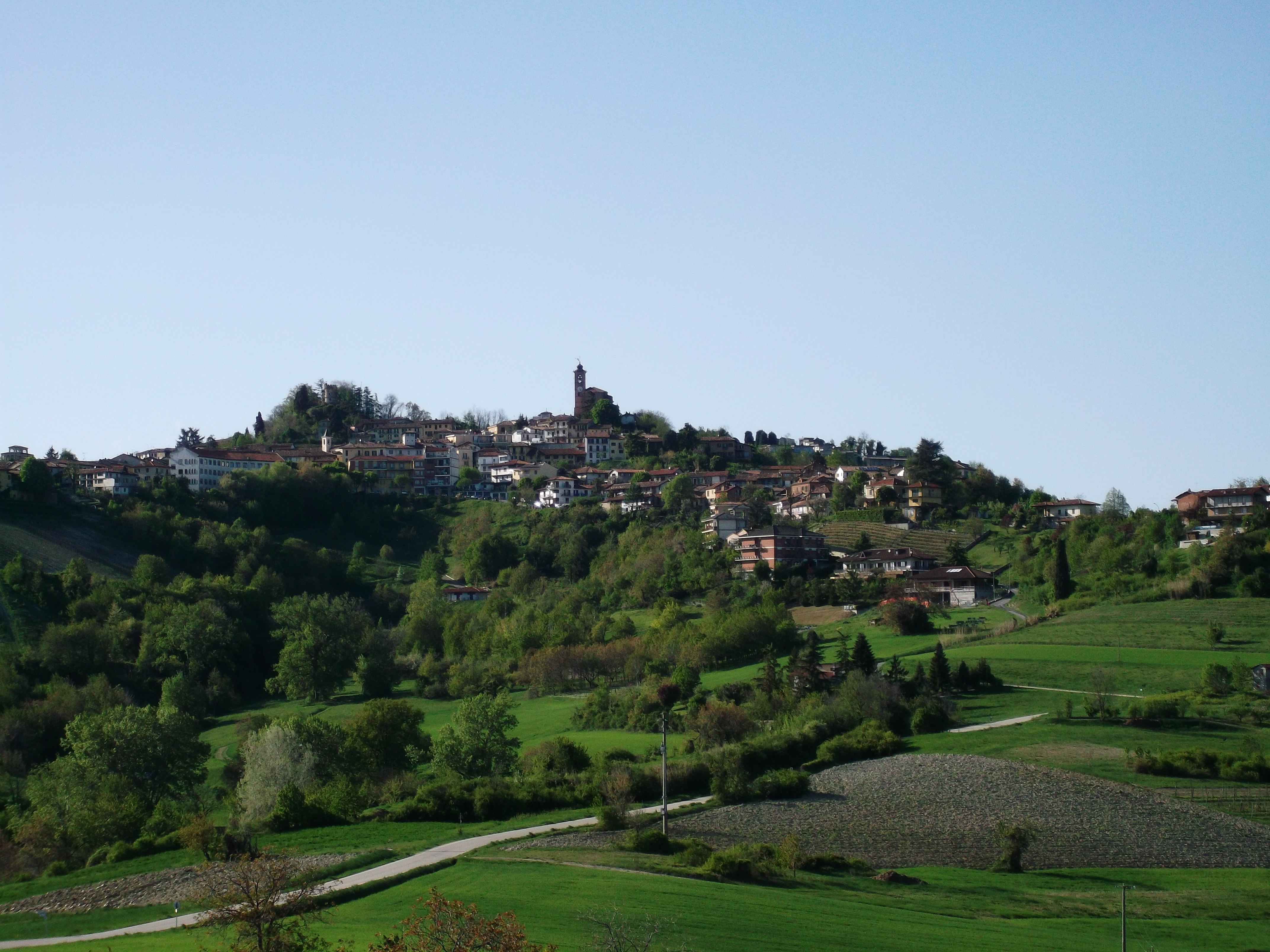
Panorama

Im Mittelalter war Cocconato das Hauptzentrum der aus Manfredi stammenden Familie Radicati und bis 1586 Sitz eines kaiserlichen Lehens. Mehrere Jahrhunderte lang unterstand es der Diözese Vercelli und ist heute Teil der Diözese Casale Monferrato.
Während des Zweiten Weltkriegs wurden zwischen 1940 und 1943 70 nichtitalienische Juden aus Osteuropa in der Gemeinde Cocconato interniert, darunter auch Familien mit Kindern. Dies bedeutet nicht, dass es ein Konzentrationslager gab, wie zum Beispiel die nach dem 8. September 1943 von den Nazis oder den Republikanern in Borgo San Dalmazzo, Fossoli, Bozen, Risiera di San Sabba und anderen kleineren organisiert wurden, sondern ein Zwangsdomizil, vergleichbar mit der Institution der Haft. Ohne die fortlaufenden Transfers befanden sich im Sommer 1943 36 Flüchtlinge in Cocconato. Mit der deutschen Besatzung löste sich die Gruppe umgehend auf. Am Ende gelang es allen Internierten, sich selbst zu retten, meistens fanden sie Zuflucht in der Schweiz. In Cocconato wurde kein Jude, weder Italiener noch Ausländer, verhaftet.
Der Antifaschist Giovanni Corvi fand seinen Tod in Cocconato, wurde in Sondrio von den Republikanern verhaftet, dann nach S. Martino Rosignano in der Provinz Alessandria überstellt und schließlich von den Nazis am 24. Oktober 1944 gefangen genommen und „an einen unbekannten Bestimmungsort“ überführt. Seine aktuelle Sterbeurkunde wurde in der Nähe der Gemeinde Cocconato nach langer Suche gefunden.
Cocconato hat einen Bahnhof an der stillgelegten Bahnstrecke Chivasso–Asti. Die Strecke war von 1912 bis 2011 in Betrieb.